# Rolar o flanco
Na terminologia militar, rolar o flanco designa a desintegração de uma linha de defesa inteira como resultado de uma bem sucedida manobra de flanco.
Conseguindo colocar rapidamente uma força considerável no extremo da linha defensiva inimiga, o atacante tem a oportunidade de, utilizando fogo enfiado e outros meios, inviabilizar completamente o restante das posições defensivas. Se não houver tempo ou condições táticas para realizar a mudança de frente ou para contra-atacar com reforços enfrentando a ameaça inesperada, os defensores podem ser forçados a recuar ou dispersar-se, sob pena de serem destruídos no local.